# Akaflieg Berlin
Die Akaflieg Berlin e. V. ist eine Studentenvereinigung an der Technischen Universität Berlin, die sich mit der Entwicklung und dem Bau von Flugzeugen sowie flugwissenschaftlicher Forschung beschäftigt.

## Geschichte

### Anfänge
Angeregt durch Vorlesungen der Flugtechnik an der Königlich Technischen Hochschule Charlottenburg insbesondere vom Luftschiffkonstrukteur August von Parseval gründete der Student Roland Eisenlohr im Frühjahr 1909 die Studentische Gruppe für Luftfahrt. Die Gruppe baute nach Eisenlohrs Entwurf einen Hängegleiter, löste sich jedoch spätestens zu Kriegsbeginn 1914 auf.
Neben Eisenlohr als Flugzeugkonstrukteur, Autor von Luftfahrtpublikationen und Mitglied der Technischen Kommission (TeKo) der Rhönwettbewerbe wurden einige Mitglieder dieser Vereinigung bekannt: Wsewolod Abramowitsch als Chefpilot der Flugmaschine Wright GmbH, Albert Betz als Leiter der Aerodynamischen Versuchsanstalt (AVA) in Göttingen, Heinrich Schulte-Frohlinde als Direktor der Norddeutschen Dornier-Werke Wismar und Gerhard Sedlmayr als Gründer des Spezialhauses für Automobil und Flugwesen (Autoflug).

### Akaflieg 1920–1926
1920 konstituierte sich an der TH Berlin-Charlottenburg die „akademische Arbeitsgemeinschaft zur Förderung der Flugwissenschaft durch praktische und theoretische Betätigung“. Es entstanden die Experimentalflugzeuge „Charlotte“, „Teufelchen“, das Versuchsflugzeug Nr. 4 und zwei Schulgleiter. Geflogen wurde im Berliner Umland, u. a. am Gollenberg bei Rhinow.
Am 29. August 1924 – während des Rhönwettbewerbs auf der Wasserkuppe – wurde die Akaflieg Berlin-Charlottenburg neben den Fliegergruppen aus Aachen, Braunschweig, Danzig, Darmstadt, Dresden, Hannover, Köthen, München und Stuttgart Gründungsmitglied der Interessengemeinschaft der Akademischen Fliegergruppen (Idaflieg).
Zur Jahresmitte 1926 verebbte der Vereinsbetrieb nach Studienabschluss der Erstmitglieder.

### Akaflieg 1927–1933
Auf Initiative Wilhelm Hoffs lebte der Betrieb Anfang 1927 wieder auf; diesmal unter bewusster Ausrichtung auf den Motorflug. Vom Verkehrsministerium wurde eine Heinkel HD 32 zur Verfügung gestellt. Später kamen noch Albatros L 68a, Messerschmitt M23b, Junkers A 50, Arado L IIa, Udet U 12 und eine Klemm L 26 mit Argus-Motor hinzu. Geflogen wurde auf dem Flugplatz Johannisthal.
1931 entstand das Leichtflugzeug A.B.4 für einen Konstruktionswettbewerb des Deutschen Luftfahrtverbandes (DLV).

### Flugtechnische Fachgruppe 1934–1945
In der Zeit des Nationalsozialismus bestand die Akaflieg als „Flugtechnische Fachgruppe (FFG) an der TH Berlin bei der Deutschen Versuchsanstalt für Luftfahrt e. V.“ fort. Nachdem 1933 sämtliche Flugzeuge an den DLV abgegeben werden mussten, erhielt der Verein ein Rhönbussard-Segelflugzeug und eine Klemm L 25. Für den Flugbetrieb musste wegen der starken Auslastung von Johannisthal während der Woche bis zum Jahr 1937 auf den Flugplatz Bork ausgewichen werden.
1939 folgte der Zwangsbeitritt in den NSDStB.
In dieser Periode entstanden mit der B5, B6 und B8 einige erfolgreiche Segelflugzeugkonstruktionen und die B9 als zweimotoriges Experimentalflugzeug im Auftrag des RLM.

### Akaflieg ab 1950
Im September wurde die Akaflieg an der Technischen Universität Berlin wiedergegründet, und mit dem Nachbau existierender Segelflugzeugmuster begonnen, obwohl nach Wiederzulassung des Segelfluges und Aufhebung des Bauverbotes in Deutschland am 21. Juni 1951 in Berlin keine Segelflugzeuge gebaut werden durften. In der ersten Dekade entstanden ein Bergfalke (D-2007 „Berliner Bär“), ein Grunau-Baby III (D-2006), ein L-Spatz 55 (D-2022 „Klaus Dreier“) und zum Schleppen dieser Segelflugzeuge eine Startwinde.
Da das Fliegen infolge des Vier-Mächte-Status in Berlin verboten war, wichen die Mitglieder der Akaflieg Berlin auf Flugplätze in Westdeutschland aus. Geflogen wurde auf den Flugplätzen Waggum (1954–1961), Großes Moor bei Burgdorf (1962–1993) und seit April 1994 auf einem eigenen Segelfluggelände in Kammermark im Land Brandenburg.
Neben dem Projektbau B11 kam in den 1960er Jahren noch der Bau einer SB 5 (D-2012) mit modifiziertem Rumpfvorderteil hinzu.
Anfang der 1970er Jahre folgte mit der B12 der Wechsel zur Faserverbundbauweise. Parallel zum Flugzeugprojekt B13 wurde ab 1984 eine Segelflugzeug-Startwinde entwickelt.

## Die Akaflieg Berlin heute

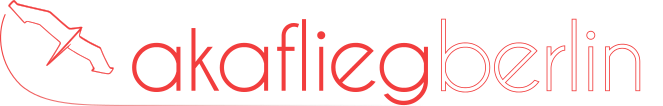
Sekundär-Logo der Akademischen Fliegergruppe Berlin seit 2012

Der Verein setzt sich aus Studenten unterschiedlicher Fachrichtungen zusammen; die Mehrheit studiert Luft- und Raumfahrttechnik an der TU Berlin. Die jährlichen 200 Arbeitsstunden der aktiven Mitglieder werden zur Konstruktion und dem Bau und der Wartung von Flugzeugen, der Planung und Auswertung von Flugerprobungen, der Instandhaltung der Flugplatzanlagen in Kammermark verwendet. Die meisten Mitglieder bleiben nach Studienabschluss im Verein, wechseln allerdings ihren Status auf den der Unterstützer. Etwa 30 von diesen fliegen organisiert in der Akademischen Fliegervereinigung Berlin auf dem gemeinsamen Segelfluggelände Kammermark.
Die Berliner Akaflieg hat auf dem Gelände der TU Berlin in Charlottenburg Büroräume und eine Werkstatt.
Neben Reparaturen und Modifikationen an B12 und B13 wurde ein Elektroantrieb für die B13 und ein Klapptriebwerk für ein Segelflugzeug entwickelt, wofür der Verein 2014 mit dem Förderpreis der Alten Adler prämiert wurde. Weiterhin liefen Untersuchungen zur automatischen Auswertung von Flugleistungsvermessungen nach dem Fotoverfahren.

## Mitglieder
Neben ordentlichen Mitgliedern führt die Akaflieg einige Personen, die für außergewöhnlichen Einsatz zu Ehrenmitgliedern ernannt worden sind:
- 1921 – August von Parseval
- 1922 – Hans Seehase
- 1922 oder 1923 – Emil „Milo“ Meyer-Profeld
- 1924 – Roland Eisenlohr
- 1927 – Wilhelm Hoff
- 1955 – Gerhard Fieseler
- 1957 – Willy Stiebeler
- 1960 – Horst Remm
- 1960 – Udo Augustin
- 1969 – Heinrich Hertel
- 1997 – Hans Joachim „Johnny“ Wefeld
- 2017 – Achim Leutz[16]

## Eigenkonstruktionen
Flugzeug-Eigenentwicklungen der Akaflieg Berlin werden seit Mitte der 1930er Jahre mit dem Präfix B für Berlin und fortlaufender Nummer bezeichnet. Bei dem 1931 entstandenen Motorflugzeug A.B.4 stand das A für Akaflieg.

### Gleit- und Segelflugzeuge
- (B1) „Charlotte“ – 1922, einsitziges schwanzloses Segelflugzeug; Konstruktion: Hermann Winter, Edmund Pfister
- (B2) „Teufelchen“ – 1923, einsitziges Versuchsflugzeug mit Tragflächenverwindung, Konstruktion: Kurt Tank
- (B3) „Charlotte II“ – 1923, einsitziges schwanzloses Segelflugzeug; Konstruktion: Hermann Winter, Edmund Pfister, Joseph Kutin
- zwei Schulgleiter
- Versuchsflugzeug Nr. 4 – 1925, einsitzig, Seitensteuerung mit Tragflächenendscheiben
- B5 – 1937, einsitziges Leistungssegelflugzeug
- B6 – 1938, einsitziges Leistungssegelflugzeug mit Junkers-Doppelflügel
- B7 – 1939, zweisitziges Leistungssegelflugzeug ähnlich dem nach dem Zweiten Weltkrieg entwickelten „Bergfalken“, Projektabbruch wegen Priorität der B8
- B8 –1939, entstanden nach der Ausschreibung eines einsitzigen Einheitssegelflugzeuges für die Olympischen Sommerspiele 1940, zwei Versuchsmuster gebaut
- B11 – Projektbeginn 1961, einsitziges, schwanzloses Segelflugzeug, negativ gepfeilte Tragfläche
- B12 „Airlift“ – 1977, zweisitziger Tandemdoppelsitzer

### Motorsegler
- B13 – 1991, zweisitziger Doppelsitzer, Piloten nebeneinandersitzend

### Motorflugzeuge
- A.B.4 „FF“ – 1931, einsitziges Leichtflugzeug mit anklappbaren Tragflächen, Konstruktion: Martin Schrenk, Walter Stender, Gerald Klein
- B9 – 1943, einsitziges zweimotoriges Versuchsflugzeug für liegende Pilotenanordnung
- B10 – 1944, zweisitziges zweimotoriges Amphibienflugzeug, Projektabbruch

„Charlotte“ im August 1922 beim Rhönwettbewerb auf der Wasserkuppe
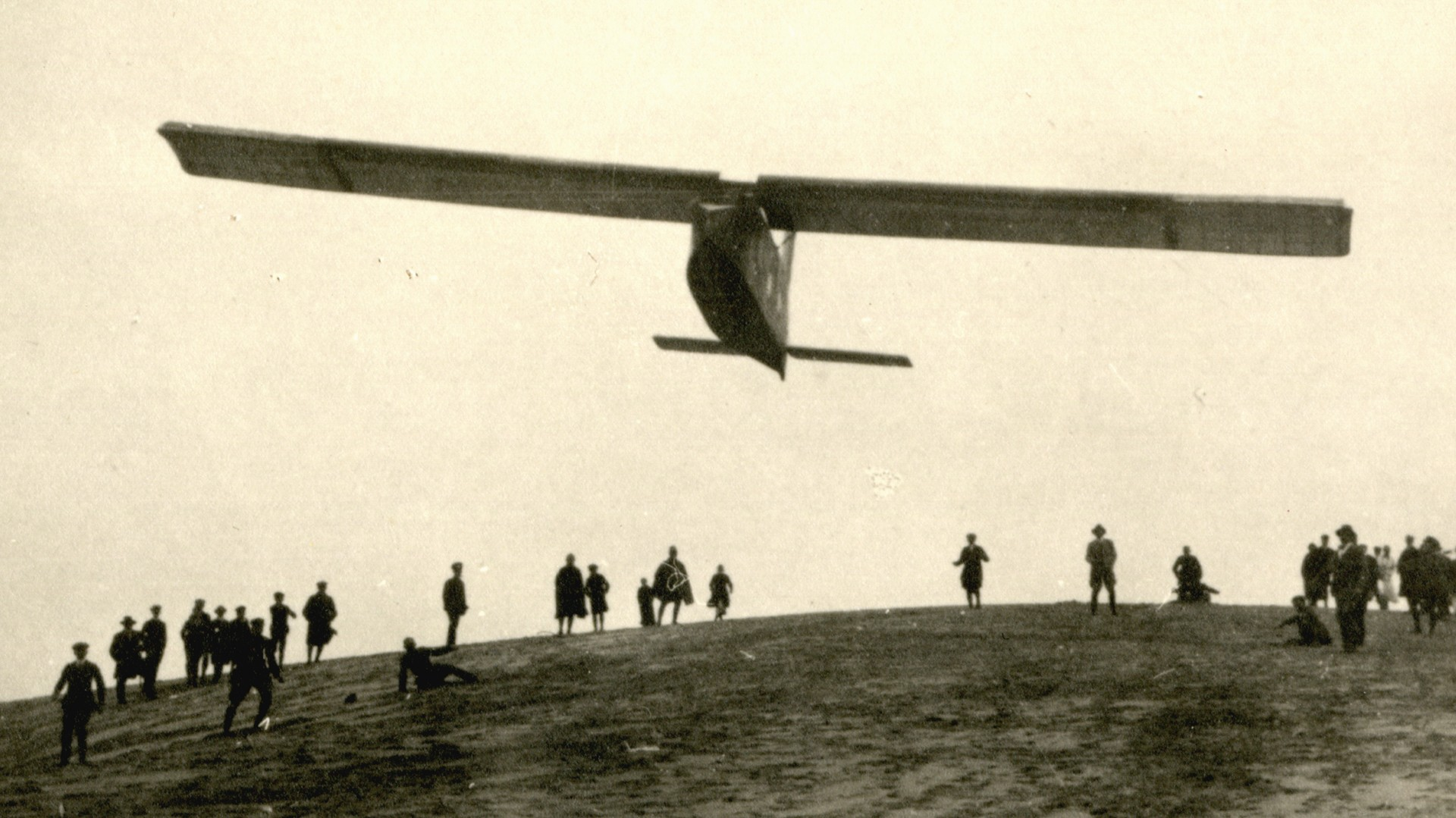
„Teufelchen“ im Mai 1923 während des Küstenfluges bei Rossitten
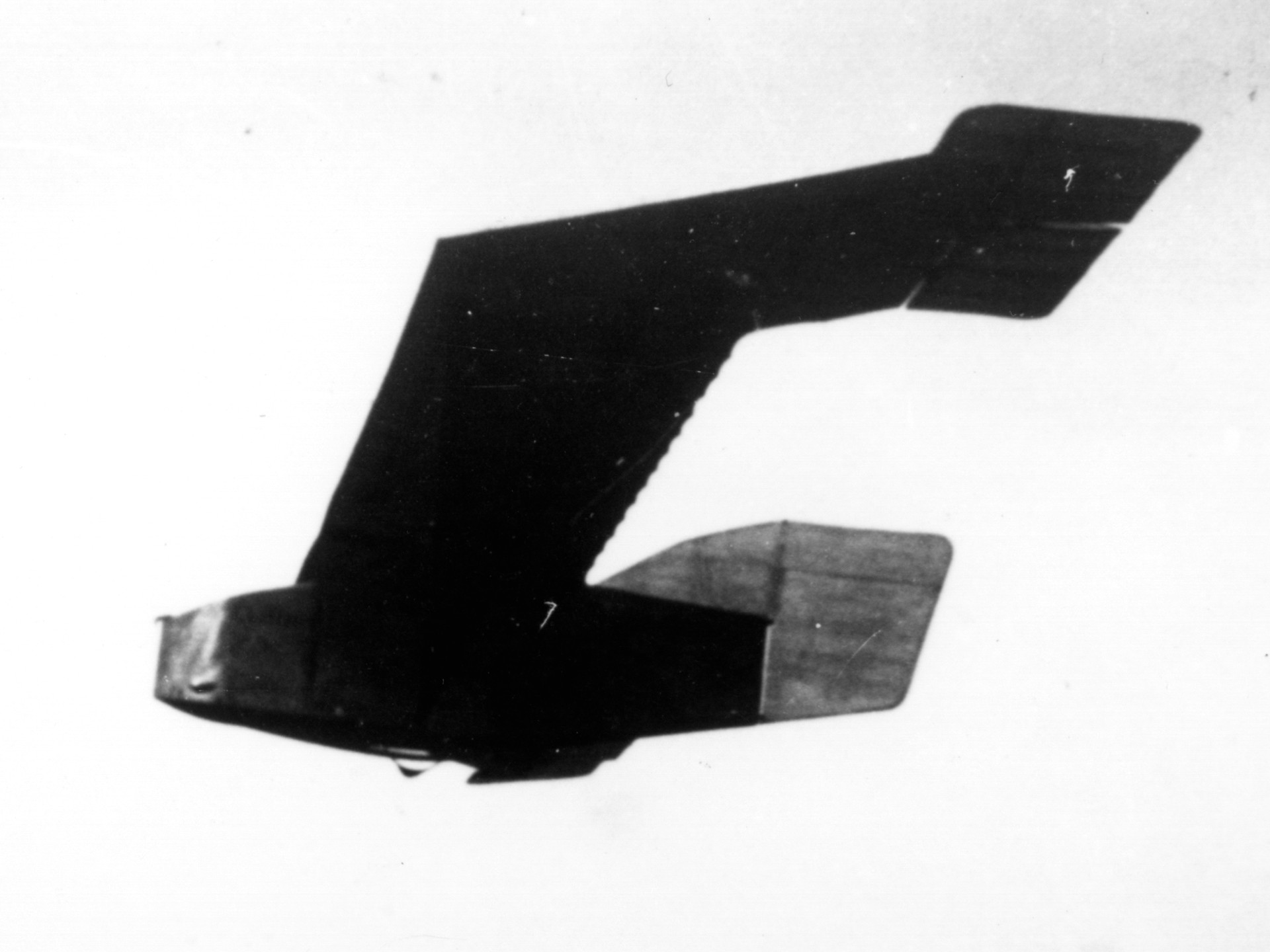
„Charlotte II“, Rhön 1923
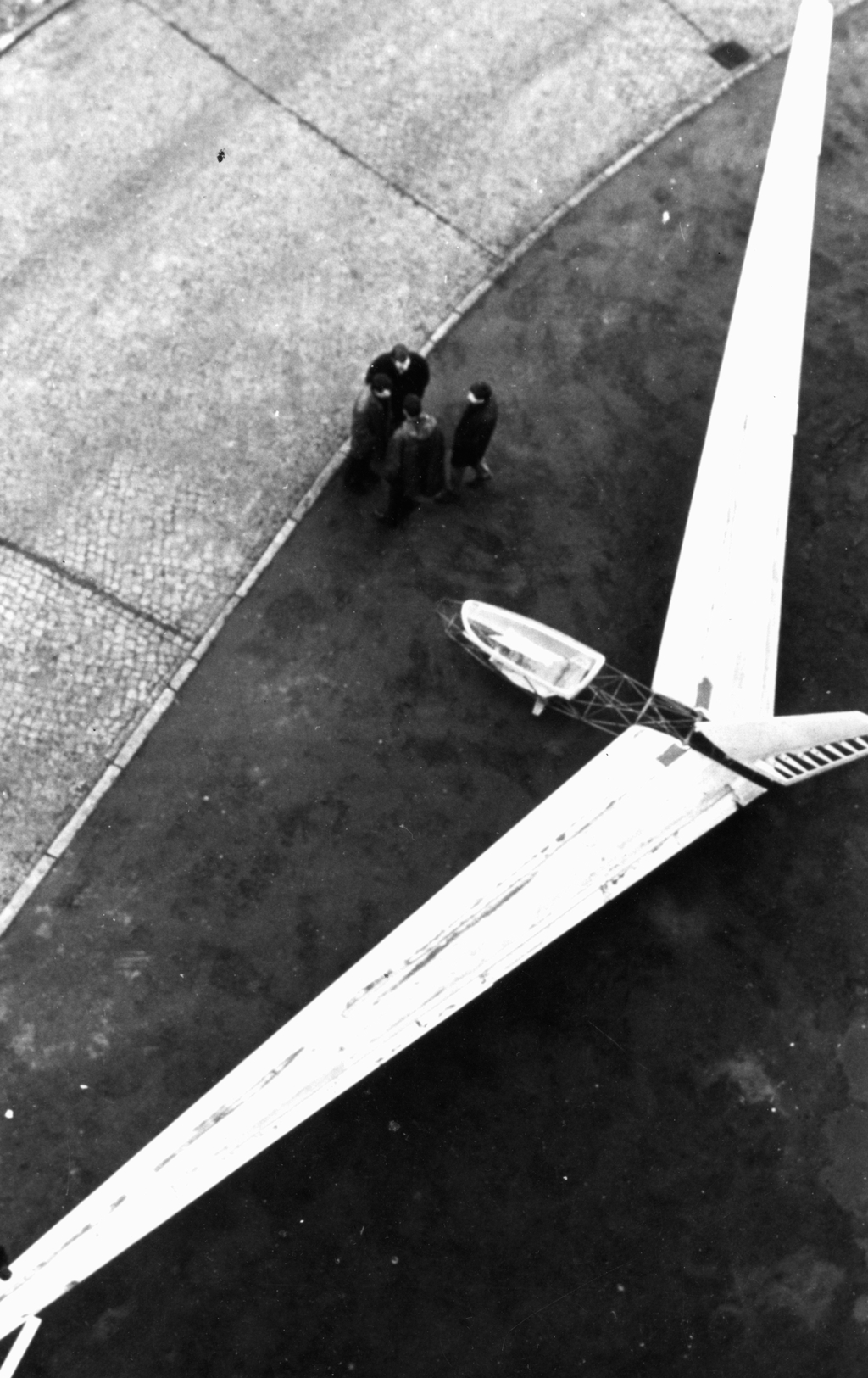
B11 im Rohbau vor der Werkstatt im Ernst-Reuter-Haus, 1967
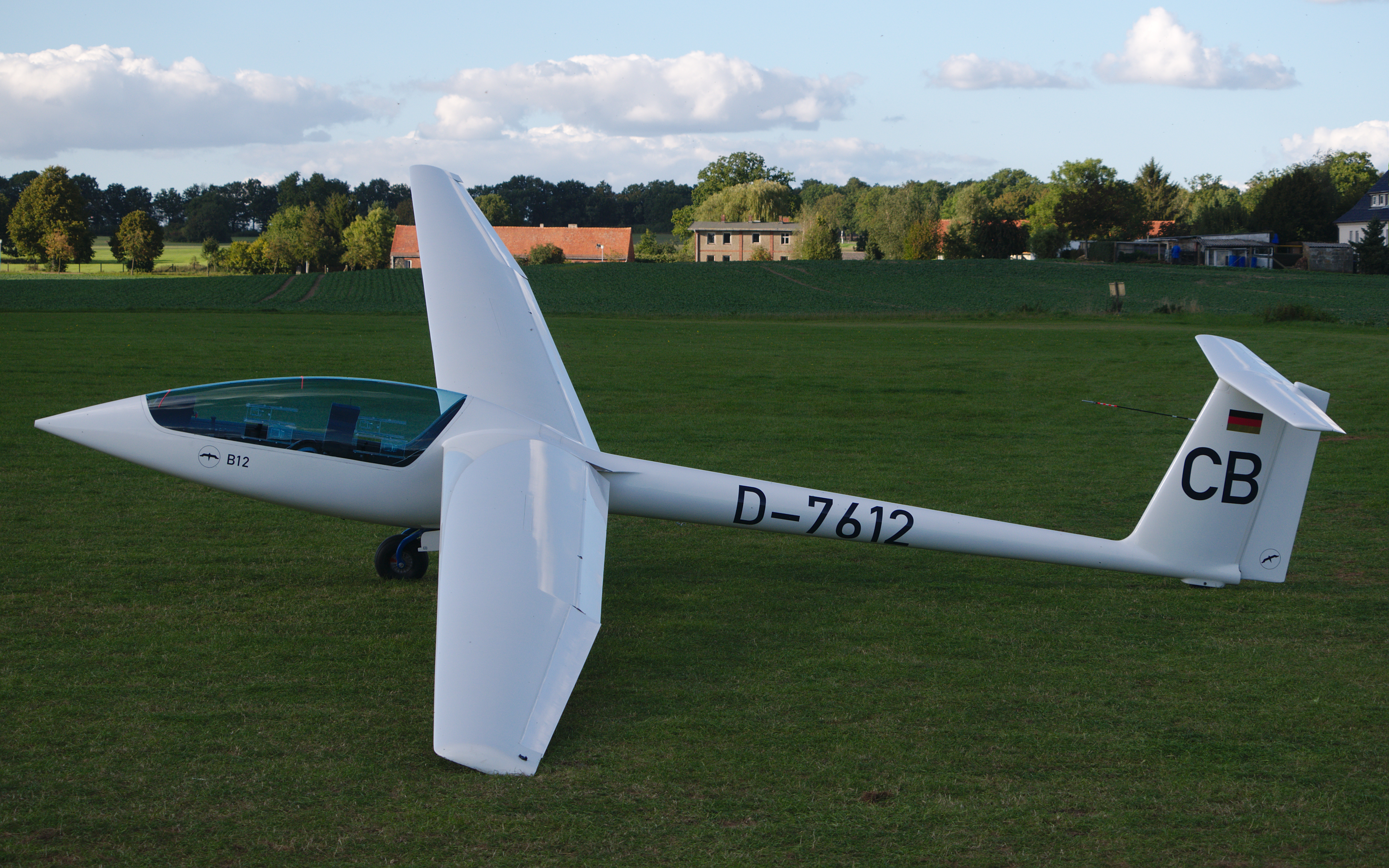
B12 in Kammermark, 2015
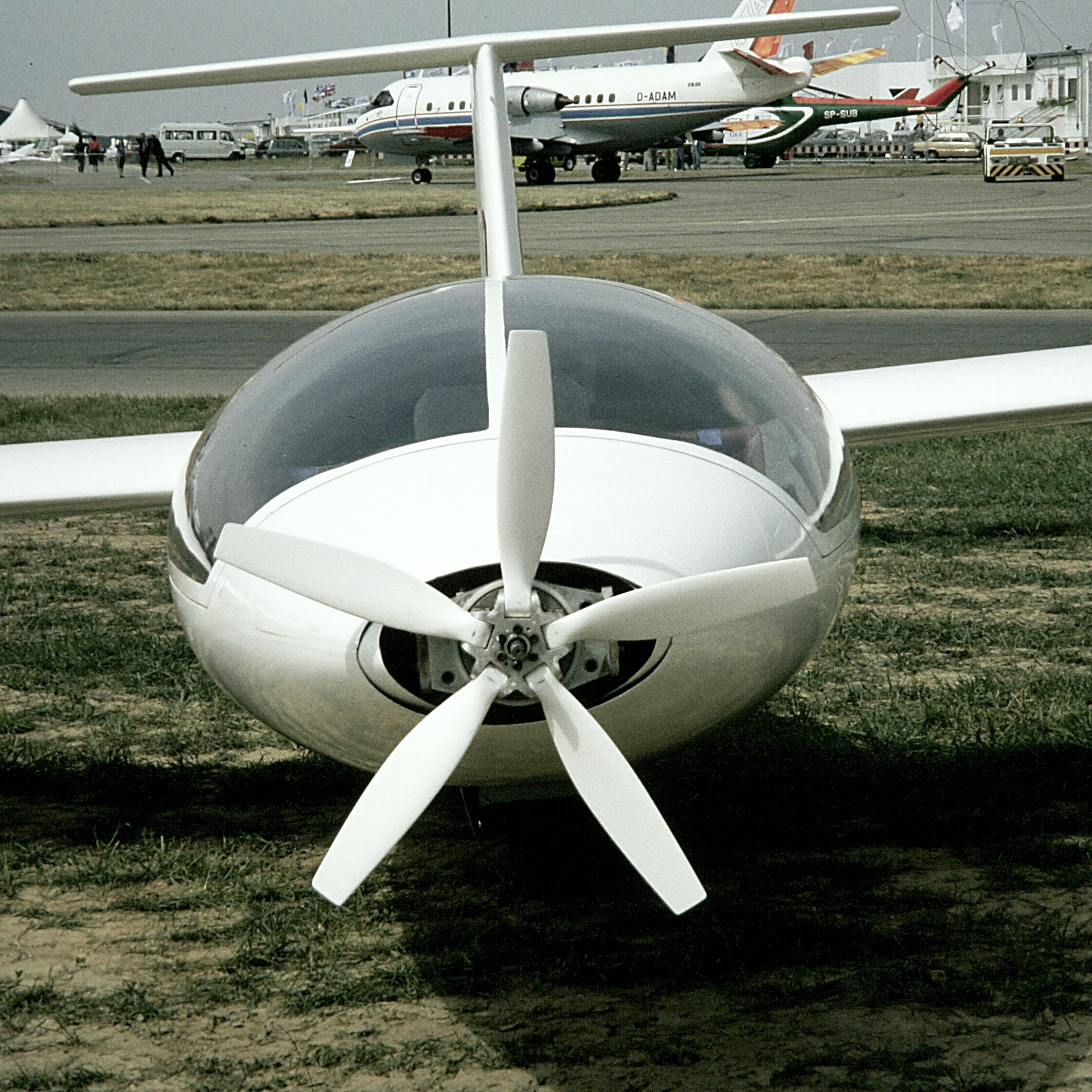
B13 mit Oehler-Propeller

## Mitgliedschaften
- Deutsche Gesellschaft für Luft- und Raumfahrt
- Organisation Scientifique et Technique du Vol à Voile
- Idaflieg – Interessengemeinschaft deutscher akademischer Fliegergruppen e. V.